# Ющенко Валерій Піменович
Вале́рій Пі́менович Ю́щенко (рос. Валерий Пименович Ющенко; нар. 10 квітня 1945) — радянський і російський воєначальник, заступник командувача 43-ю ракетною армією РВСП, генерал-лейтенант (1998).

## Життєпис
Народився 10 квітня 1945 року в місті Кіровобаді (Азербайджан).
У 1965 році закінчив Київське військове командно-технічне училище. Після закінчення училища проходив службу на полігоні «Плесецьк»: секретар комітету ВЛКСМ частини, начальник станції.
Закінчив з відзнакою Військову академію імені Ф. Е. Дзержинського. Почергово обіймав посади заступника командира дивізіону з ракетного озброєння, начальника штабу — заступника командира дивізіону, командира дивізіону, заступника командира полку, заступника командира дивізії в РВСП.
Закінчив Військову академію Генштабу імені К. Є. Ворошилова. Після закінчення Академії: командир 33-ї ракетної дивізії, заступник командувача 43-ї ракетної армії з бойової підготовки, заступник командувача з бойової та морально-психологічної підготовки — начальник відділу бойової та морально-психологічної підготовки 43-ї ракетної армії, заступник начальника Управління бойової підготовки РВСП.
1998 року вийшов у запас.

## Нагороди
Нагороджений орденами Червоної Зірки (1982), «За службу Батьківщині в Збройних Силах СРСР» 3 ступеня (1989) й медалями.